# Phil Manzanera
Philip Geoffrey Targett-Adams dit Phil Manzanera, né le 31 janvier 1951  à Londres, est un musicien et producteur britannique qui a été au début des années 1970 guitariste du groupe Roxy Music. Il est considéré comme un excellent guitariste et est très demandé comme musicien de studio ou comme producteur.

## Biographie
Phil Manzanera est né à Londres d'une mère colombienne et d'un père anglais. Il passe la plus grande partie de sa jeunesse dans différents pays d'Amérique dont Cuba, le Venezuela, Hawaii et la Colombie. Il vivait à Cuba quand, à l'âge de 6 ans, il reçut sa première guitare. Au Venezuela, à l'âge de 8 ans, Phil commence à expérimenter les sonorités de la guitare électrique. Durant sa jeunesse il a absorbé et marié la double influence du rock des années 60 et des rythmes latino-américains.
Phil Manzanera, déterminé à rejoindre un groupe professionnel, devient en 1971 le guitariste du groupe récemment formé Roxy Music alors qu'il remplace son guitariste David O'List, ex-The Nice. À cette époque le groupe se compose de Bryan Ferry, Brian Eno, Paul Thompson et Andy Mackay. Durant les douze ans qui suivront - soit jusqu'en 1983, année ou les membres font une pause - Roxy Music enregistrera une série d'albums à succès, et donnera de nombreux concerts dans le monde. Parallèlement à l'aventure Roxy Music, Phil Manzanera a toujours poursuivi des projets personnels en enregistrant des albums solos, le groupe 801, et en étant producteur pour d'autres artistes.
Comme compositeur, producteur et soliste, Phil Manzanera a travaillé avec de nombreux musiciens comme Steve Winwood, David Gilmour, John Cale, Godley & Creme, Nico ou John Wetton. Il a coécrit de nombreux titres avec plusieurs artistes dont Brian Eno, Tim Finn, Robert Wyatt et David Gilmour. Manzanera a coécrit le single de Pink Floyd One Slip sur l'album A Momentary Lapse of Reason en 1988.
Dans les années 90, Phil Manzanera joue en concert un peu partout dans le monde, en particulier au Guitar Legends (en), le festival de guitare à Séville, dont il était le directeur musical et où il fut l'accompagnateur de Bob Dylan, Keith Richards, Jack Bruce et Richard Thompson. Il a aussi joué au Mexique, en Argentine, en Colombie, à Cuba, en Espagne, en France, en Italie et au Royaume-Uni, incluant une tournée européenne de dix dates en compagnie du groupe cubain Grupo Moncada. Il a joué aux festivals WOMAD en Afrique du Sud, Australie et en Nouvelle-Zélande. Manzanera clôt le XXe siècle en apparaissant aux côtés de Bryan Ferry au British Gas Millennium Concert à Greenwich, première fois après 18 ans qu'ils jouaient ensemble.
Phil Manzanera est aussi un musicien de studio reconnu. Son premier enregistrement a été l'album de Robert Wyatt Cuckooland. Plus tard il a travaillé avec Brian Eno, David Gilmour, Annie Lennox, Kevin Ayers et Chrissie Hynde.
Phil Manzanera réfute une définition simpliste de la musique, préférant explorer continuellement de nouvelles directions et expérimenter de nouvelles sonorités et de nouveaux styles. Il commence en chantant sur son propre album Vozero en 2001, suivi par 6pm en 2004 et 50 Minutes Later en 2005.
La longue pause de Roxy Music se termine en 2001 lors d'une tournée de 52 concerts se déroulant autour du monde à guichets fermés.
En 2006 Phil Manzanera coproduit l'album solo de David Gilmour On An Island.
En 2014, il coproduit le dernier album de Pink Floyd The Endless River.
En 2015, il participe à la tournée mondiale de David Gilmour pour la promotion du dernier album de celui-ci, Rattle That Lock.

## Discographie

### Solo

#### Albums studio
- 1975 - Diamond Head
- 1978 - K-Scope
- 1982 - Primitive Guitars
- 1990 - Southern Cross
- 1999 - Vozero
- 2004 - 6PM
- 2005 - 50 Minutes Later
- 2008 - Firebird V11
- 2015 - The Sound of Blue

#### Collaborations
avec John Wetton
- 1987 - Wetton/Manzanera

avec Andy Mackay
- 1988 - Crack the Whip
- 1989 - Up in Smoke
- 2023 - AM/PM

Avec Sergio Dias
- 1990 - Mato Grosso

avec Tania Libertad
- 1991 - Boleros Hoy

avec Tim Finn
- 2021 - Caught by the Heart [1]
- 2022 - The Ghost of Santiago

#### Compilations
- 1986 - Guitarissimo 75–82
- 1995 - The Manzanera Collection
- 2000 - Rare One (rarities 1975–1991)
- 2011 - The Music 1972-2008
- 2020 - Wetton Manzanera
- 2024 - 50 Years of Music (Coffret 11CD)

### Roxy Music
Voir la discographie de Roxy Music

#### Albums studio
- Roxy Music (1972)
- For Your Pleasure (1973)
- Stranded (1973)
- Country Life (1974)
- Siren (1975)
- Manifesto (1979)
- Flesh and Blood (1980)
- Avalon (1982)

### Quiet Sun
- Mainstream (1975)

### 801

#### Album studio
- Listen Now (1977)

#### Live
- 801 Live (1976)
- Live at Manchester University (1977)
- 801 Latino (2001)
- Live at Hull 1977 (2001)

### The Explorers

#### Studio album
- The Explorers (1985)

#### Live
- Live at the Palace (1997)

### Nowomowa
- The Wasted Lands (1988)

### Corroncho
- Corroncho (2010)
- Corroncho 2 (2017)

### Invité
- The End... (Avec Nico) (1974)
- Freeze Frame (Avec Godley & Creme) (1979)
- Neuromantic (Avec Yukihiro Takahashi) (1981)
- Men Singing (Avec Henry Fool) (2013)
- Half Life (Avec The Eden House) (2013)
- Rattle That Lock (de David Gilmour) (2015)

### Producteur
- John Cale: Fear (1974)
- Split Enz: Second Thoughts (1976)
- Heroes del Silencio: "Senderos de Traición" (1990)
- Tania Libertad: "Boleros Hoy" (1991)
- Nina Hagen: Revolution Ballroom (1993)
- Heroes del Silencio: "El Espíritu del Vino" (1993)
- Os Paralamas do Sucesso: Severino (1994)
- Fito Páez: Circo Beat (1994)
- Antonio Vega: Océano de Sol (1994)
- Aterciopelados: La Pipa de la Paz (1996)
- Robi Draco Rosa: "Vagabundo" (1996)
- Enrique Bunbury: "Radical Sonora" (1997)
- Monica Naranjo: "Minage" (2000)
- David Gilmour: On an Island (2006)
- Enrique Bunbury: "Hellville deluxe" (2008)
- The Hall Effect: The Hall Effect (2010)
- Pink Floyd: The Endless River (2014)
- David Gilmour: Rattle That Lock (2015)